# Nguyễn Đình Quang (kiểm sát viên)
Nguyễn Đình Quang (sinh ngày 20 tháng 6 năm 1963), còn gọi là Nguyễn Xuân Quang, là kiểm sát viên cao cấp Việt Nam. Ông hiện giữ chức vụ Viện trưởng Viện kiểm sát nhân dân tỉnh Gia Lai.

## Tiểu sử
Nguyễn Đình Quang, còn có tên khác là Nguyễn Xuân Quang, sinh ngày 20 tháng 6 năm 1963, người dân tộc Kinh, không theo tôn giáo nào. Ông có quê quán tại xã Vĩnh Thái, huyện Vĩnh Linh, tỉnh Quảng Trị.
Ông hoàn thành trung học phổ thông hệ 10/10, có bằng Đại học Luật, bằng Anh văn Trình độ A.
Nguyễn Đình Quang là đảng viên Đảng Cộng sản Việt Nam.
Ông gia nhập Đảng Cộng sản Việt Nam vào ngày 24 tháng 4 năm 1984. Ông có bằng Cao cấp lí luận chính trị Đảng Cộng sản Việt Nam.
Vào chiều ngày 3 tháng 12 năm 2015, Nguyễn Đình Quang, nguyên Phó Viện trưởng Viện kiểm sát nhân dân tỉnh Gia Lai, được Viện trưởng Viện kiểm sát nhân dân tối cao Việt Nam Nguyễn Hòa Bình trao quyết định bổ nhiệm giữ chức vụ Viện trưởng Viện kiểm sát nhân dân tỉnh Gia Lai nhiệm kì 2015-2020.
Tháng 5 năm 2016, Nguyễn Xuân Quang (Nguyễn Đình Quang), Ủy viên Ban Chấp hành Đảng bộ khối cơ quan tỉnh Gia Lai, Viện trưởng Viện kiểm sát nhân dân tỉnh Gia Lai là một trong 80 người trúng cử đại biểu Hội đồng nhân dân tỉnh Gia Lai nhiệm kỳ 2016-2021, ông trúng cử ở Đơn vị bầu cử số 23.
Ngày 19 tháng 4 năm 2017, Nguyễn Đình Quang được trao quyết định bổ nhiệm chức danh kiểm sát viên cao cấp.
Nguyễn Đình Quang là Bí thư Ban Cán sự Đảng Cộng sản Việt Nam VKSND tỉnh Gia Lai.